# Karkemiš
L'antica città di Karkemiš (spesso, meno propriamente, trascritto Carchemish) sorgeva sulla sponda occidentale del fiume Eufrate, presso le attuali Karkamış e Jarabulus, al confine tra Turchia e Siria. Il nome è stato interpretato come "kar kamish", cioè "argine di Kamish", antica divinità semitica più nota col nome biblico di Chemosh.

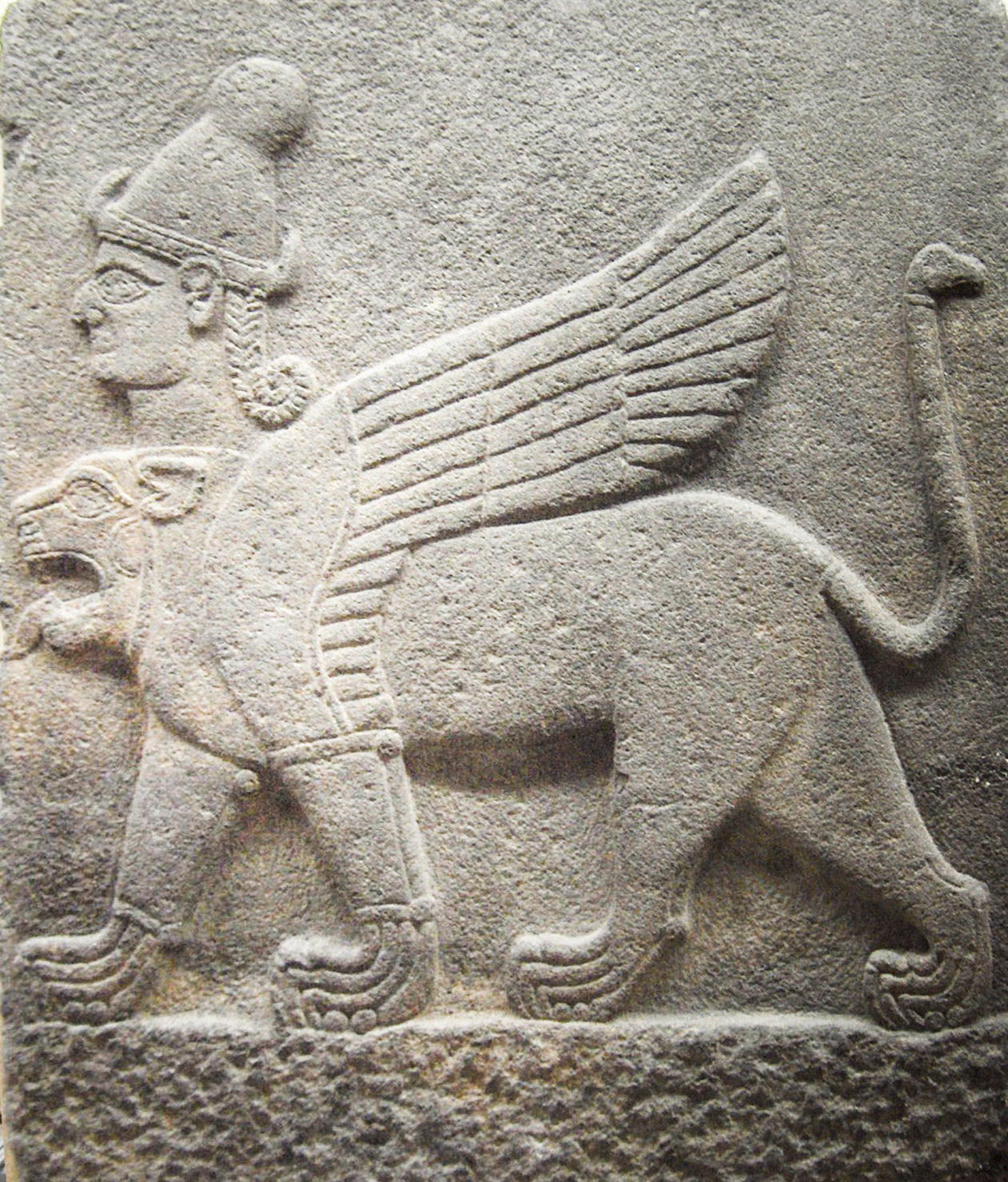
Chimera con testa d'uomo e di leone in stile neo-ittita. Museo delle Civiltà Anatoliche, Ankara

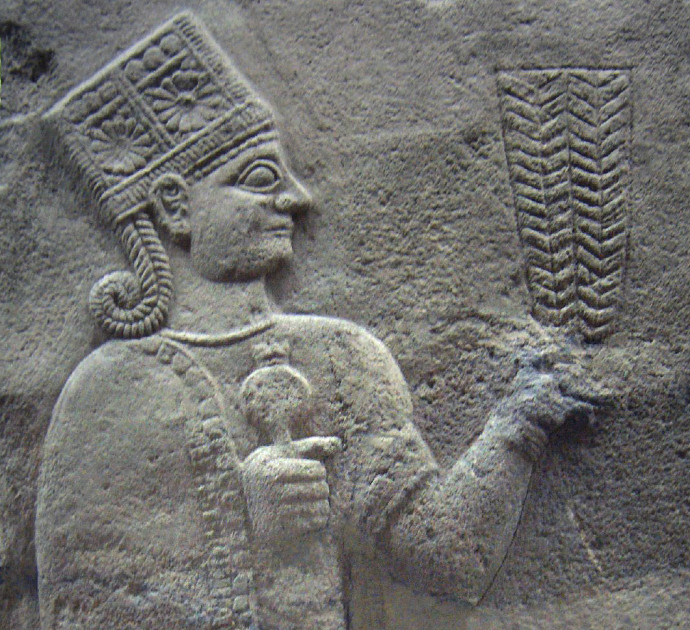
Rilievo della dea Kubaba, ricostruito con una melagrana nella mano destra e un mazzo di spighe nella sinistra, 950-920 a.C.

## Archeologia
Il sito fu inizialmente indagato dal British Museum, in fasi diverse: nella seconda metà del XIX secolo (tra 1878 e 1881) ad opera del console Patrick Henderson, nel 1911-14 quando, sotto la direzione di D. G. Hogarth, si trovavano sul posto anche R. C. Thompson, T. E. Lawrence e C. L. Woolley, e infine nel 1920 nuovamente da C. L. Woolley con P. L. O. Guy.

Gli scavi sono ripresi a partire dal 2011, ad opera di una missione archeologica congiunta italo-turca delle Università di Bologna, Gaziantep e Istanbul sotto la direzione di Nicolò Marchetti. Nella campagna del 2019 è stato aperto al pubblico il parco archeologico sul sito.

## Storia
Il sito fu abitato sin dal Neolitico. La città è menzionata in documenti ritrovati negli archivi di Ebla del III millennio a.C. Da alcune tavolette trovate negli archivi di Mari ed Alalakh, risalenti circa al 1800 a.C., sappiamo che Karkemiš, in quel periodo, era governata da un re di nome Aplahanda ed era un importante centro per il commercio del legname. Dopo la sua seconda campagna mitannica, l'imperatore ittita Šuppiluliuma I la conquistò e vi intronizzò il figlio Piyassili (nome dinastico Sharri-Kushuh).
Il momento di splendore che la città dovette conoscere nei due secoli finali dell'impero ittita (Bronzo Tardo) non ha lasciato tracce sino a noi: gli spettacolari ritrovamenti archeologici sono infatti esclusivamente relativi all'età del ferro, quando Karkemiš divenne un importante regno neo-ittita.
Nel corso del I millennio a.C. il sito conobbe infatti una grande fioritura: abbiamo molte iscrizioni geroglifiche su stele o su ortostati, nonché una sorprendente serie di rilievi, in prevalenza risalenti agli anni della dinastia dei Suhidi (X secolo a.C.) e a quelli della casata di Astiru (fine IX-VIII secolo a.C.).
Dopo la conquista da parte di Sargon II, nell'anno 717 a.C., Karkemiš divenne una provincia assira. In seguito divenne parte dell'impero neobabilonese e poi di quello persiano, prima di ricevere il nuovo nome di Europos in epoca ellenistica, restando abitata senza soluzione di continuità fino al primo periodo islamico.

### Rapporti di scavo
- 1914 "Carchemish I, Introductory", D.G. Hogarth, London.
- 1921 "Carchemish II, the Town Defences", Leonard Woolley, London.
- 1952 "Carchemish III, Excavations in the Inner Town", Leonard Woolley - Richard Barnett, London.
- 2000 ''Corpus of Hieroglyphic Luwian Inscriptions I. Inscriptions of the Iron Age'', J. David Hawkins, de Gruyter, Berlin 2000, ISBN 978-3-11-010864-4.
- 2012 "Karkemish on the Euphrates: Excavating a City's History", Nicolò Marchetti et al. in Near Eastern Archaeology 75/3 (2012), pp. 132–147 (Anteprima e abstract)
- 2013 "The 2011 Joint Turco-Italian Excavations at Karkemish", Nicolò Marchetti in 34. kazı sonuçları toplantısı, 28 mayıs-1 haziran 2012, Çorum. 1. cilt, T.C. Kültür ve Turizm Bakanlığı, Ankara, pp. 349–364 (http://www.kulturvarliklari.gov.tr/Eklenti/7332,34kazi1.pdf?0).
- 2014 "Karkemish. An Ancient Capital on the Euphrates" (ed. Nicolò Marchetti), Ante Quem, Bologna ().